# Eugène Mestépès
Eugène Gaston Mestépès est un librettiste, dramaturge et directeur de théâtre français, né le 22 mars 1818 à Pau et mort le 15 mai 1875 dans le 2e arrondissement de Paris,.

## Biographie
Mestépès est principalement un librettiste d'opérettes et d'opéras-comiques. Ses pièces ont été représentées principalement aux Bouffes-Parisiens (Le Violoneux, Le Roi Boit, Dragonette, Le Duel de Benjamin), au Théâtre-Lyrique (La Demoiselle d’honneur, Maître Griffard, Ondine) et aux Fantaisies-Parisiennes (Les Deux Arlequins).
Il a cependant collaboré à deux grands drames : Christophe Colomb (1861) et Le Coup de Jarnac (1866).
Secrétaire des Bouffes-Parisiens lors de leur installation passage Choiseul, il finit par être associé à François Varcollier pour l’exploitation de ce théâtre, après le départ de Jacques Offenbach. Il était régisseur général de l’Ambigu à sa mort.

## Œuvres
- Le Violoneux, opérette en un acte de Jacques Offenbach, Bouffes-Parisiens, 31 août 1855
- Le Duel de Benjamin, opérette de salon d'Émile Jonas, livret d'Eugène Mestépès, Bouffes-Parisiens, 1855
- Les Trois Baisers du Diable, opéra fantastique en un acte de Jacques Offenbach, Bouffes-Parisiens, 15 janvier 1857
- Le Roi Boit, opérette en un acte d'Émile Jonas, livret d'Eugène Mestépès et Adolphe Jaime, Bouffes-Parisiens, 9 avril 1857
- Dragonette, opéra-bouffe en un acte de Jacques Offenbach, livret d'Eugène Mestépès et Adolphe Jaime, Bouffes-Parisiens, 30 avril 1857
- Maître Griffard, opéra-comique en un acte de Léo Delibes, livret d'Eugène Mestépès et Adolphe Jaime, Théâtre-Lyrique, 3 octobre 1857
- La Demoiselle d’honneur, opéra-comique en trois actes de Théophile Semet, livret d'Eugène Mestépès et A.-Sébastien Kauffmann, Théâtre-Lyrique, 30 décembre 1857
- Christophe Colomb, drame en cinq actes et un prologue d'Eugène Mestépès et Eugène Barré, théâtre de la Gaîté, 30 août 1861
- Ondine, opéra-comique en trois actes de Théophile Semet, livret d'Eugène Mestépès et Lockroy, Théâtre-Lyrique, 7 janvier 1863
- Job et son chien, opérette en un acte d'Émile Jonas, livret d'Eugène Mestépès et Ernest Buffault, Bouffes-Parisiens, 6 février 1863
- Avant la noce, opérette en un acte d'Émile Jonas, livret d'Eugène Mestépès et Paul Boisselot, Bouffes-Parisiens, 24 mars 1865
- Les Deux Arlequins, opéra-comique en un acte d'Émile Jonas, Fantaisies-Parisiennes, 29 décembre 1865
- Le Coup de Jarnac, drame historique en cinq actes d'Eugène Mestépès et Couturier, musique de Fossey, théâtre de la Gaîté, 20 février 1866
- Sylvana (de), drame lyrique en quatre actes de Carl Maria von Weber, arrangé par Eugène Mestépès, Victor Wilder et Charles Constantin, Théâtre-Lyrique, 2 avril 1872[3].

## Sources
- Journal pour tous, Paris, 18e année, no 32, vendredi 21 mai 1875, p. 510.